# Verbascum duernsteinense
Verbascum duernsteinense är en flenörtsväxtart som beskrevs av Teyber. Verbascum duernsteinense ingår i släktet kungsljus, och familjen flenörtsväxter. Inga underarter finns listade i Catalogue of Life.